# ベルクレック・チャルバンチャイ
ベルクレック・チャルバンチャイ（Berkrerk Chartvanchai、1944年10月25日 - 2022年3月7日）は、タイ王国の元プロボクサー。バンコク出身。元WBA世界フライ級王者。

## 来歴
1969年5月6日、バーナベ・ビラカンポ（フィリピン）と対戦し、10回判定勝ち。
1970年4月6日、前回の対戦後にWBA世界フライ級王者となったビラカンポと再戦し、15回判定勝ちで同王座を獲得した。
1970年7月25日、ノンタイトルマッチでエルビト・サラバリア（フィリピン）と対戦し、10回判定負け。
1970年10月22日、日本、東京都の日本大学講堂での初防衛戦で大場政夫（日本）と対戦し、13回KO負けで王座から陥落した。
1973年12月17日の試合を最後に引退した。
2022年3月7日、心不全と敗血症の為77歳で死去。